# Bank of New South Wales

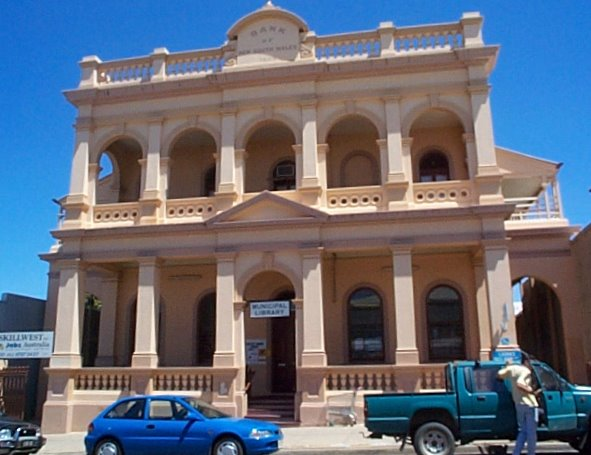
Ehemaliges Bankgebäude der Bank of New South Wales in Charters Towers, Queensland

Die Bank of New South Wales wurde 1817 in Sydney in der britischen Strafkolonie New South Wales gegründet und war damit die erste Bank Australiens. Mit der Öffnung ihrer Pforten am 8. April 1817 begann das aktive Bankgeschäft.

## Geschichte

### Australien
1817 lebten auf dem australischen Kontinent gerade mal 15.000 Europäer, davon ca. 5.000 in Sydney. Über 1.100 britische Soldaten wachten über Recht und Ordnung und darüber, dass sich keine weiteren Kolonialmächte das Land aneignen konnten. Die Infrastruktur war noch im Aufbau begriffen, eigenes Geld gab es nicht, an ein Bankwesen war nicht zu denken und das koloniale Geld war knapp.
Initiator zur Gründung der Bank of New South Wales in dieser Situation war der damalige Gouverneur der britischen Kolonie, Lachlan Macquarie (1762–1824). Macquarie, der von 1810 bis 1821 Gouverneur der Strafkolonie war, versuchte die Kolonie zu entwickeln. Er ließ Gebäude und Infrastruktur für eine zivilisierte Gemeinde bauen und ließ die weitläufige Umgegend für weitere Ansiedlungen erforschen. 1817 gab er der Bank zu ihrer Gründung eine Konzession, die ihr eine beschränkte Haftung garantieren sollte. Da dies von ihm bewilligte Recht aber nie eine gesetzliche Grundlage hatte und die Bank ab 1826 in Schwierigkeiten geriet, wurde ihr die Konzession 1828 wieder entzogen. Die Bank überlebte trotzdem und behauptete sich auch gegenüber der ab 1828 aufkommenden Konkurrenz (Bank of Australia (1826–1843), Cornwall Bank (1828–1835)). Ab der Mitte der 1840er Jahre wurde das Devisengeschäft aufgebaut.

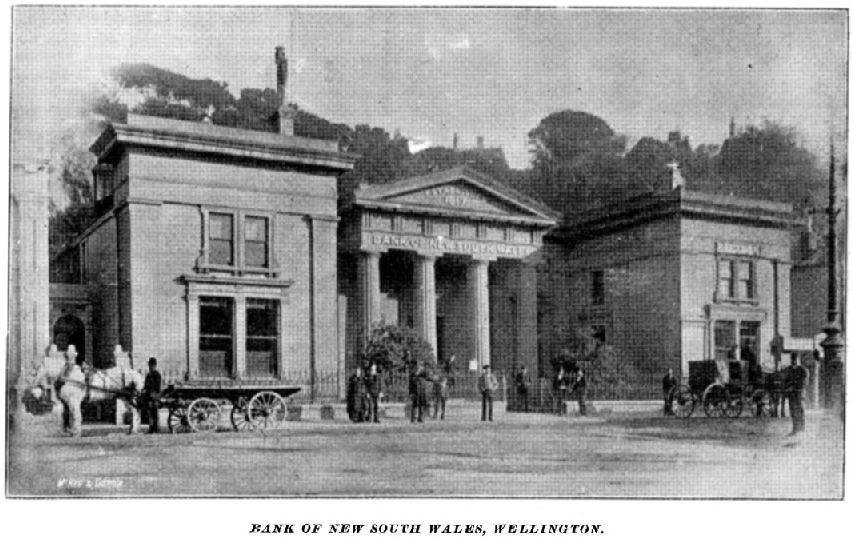
Bank of New South Wales in Wellington vor 1897

Am 14. November 1850 eröffnete die Bank ihre erste Zweigstelle in Brisbane im heutigen Queensland. Doch ihre größte Expansion fand mit Beginn des australischen Goldrauschs 1851 in New South Wales und Victoria statt. 1852 wurde eine Filiale in Melbourne eröffnet und ein Jahr später eine Zweigstelle in London. Bis 1861, dem Beginn des Goldrausches in Otago in Neuseeland und der Gründung der ersten Bankfiliale der Bank in Neuseeland, hatte die Bank of New South Wales bereits 37 Filialen eröffnet und durfte sich zusammen mit der Union Bank of Australia unter den damals neun existierenden Banken als die drittgrößte Bank Australiens bezeichnen.
1875 war die Bank of New South Wales mit einer Einlagenhöhe von über 4,8 Millionen australischen Pfund schon die größte Bank in New South Wales, aber mit über 1,4 Millionen Pfund nur die Nummer vier in Victoria. Ende Dezember 1900 war die Bank mit einem Anteil von 20,5 % aller Einlagen des Landes mit Abstand zur größten Bank von Australien aufgestiegen. Zu Beginn des 20. Jahrhunderts begannen die Fusionsprozesse unter den unzählig vielen im vorangegangenen Jahrhundert entstanden Banken.
Die Bank of New South Wales übernahm in Folge 1918 die City Bank of Sydney, 1927 die Western Australian Bank und 1932 die Australian Bank of Commerce. Doch die mit Abstand größte Fusion wurde 1982 vorgenommen, bei der die Bank of New South Wales mit der Commercial Bank of Australia verschmolz. Mit dem Zusammenschluss gab sich die neu geschaffene Bank den Namen Westpac Banking Corporation, wobei Westpac für Western Pacific steht und den Anspruch unterstrich, eine Bank für den westlichen pazifischen Raum zu sein.

### Neuseeland

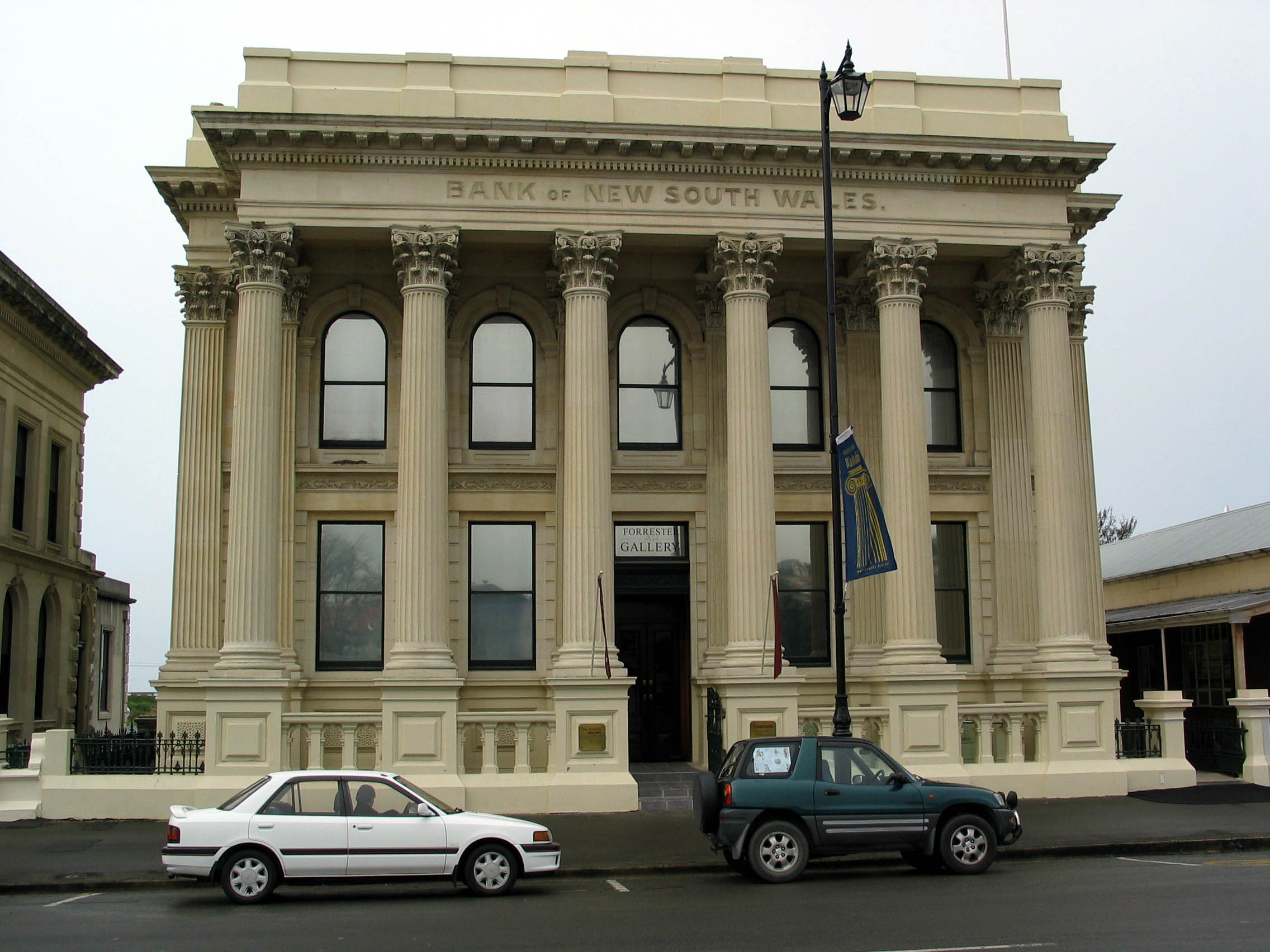
Bank of New South Wales in Oamaru, Neuseeland

Das Recht zur Eröffnung einer Bankfiliale in Neuseeland erhielt die Bank über den Bank of New South Wales Act 1861 vom damaligen neuseeländischen Gouverneur Thomas Gore Browne (1807–1887) erteilt. Damit war auch gleichzeitig das Recht verbunden, private Banknoten drucken und auszugeben zu dürfen. Der finanzielle und wirtschaftliche Aufschwung durch den neuseeländischen Goldrausch verhalf der Bank of New South Wales, aber auch der Bank of New Zealand und der Union Bank of Australia, zu einem gut entwickelten Filialnetz. So wie die anderen zwei Banken auch war sie in allen wichtigen Orten des Landes vertreten.
1893 wurden alle Banken über den Bank Note Issue Act verpflichtet, ihr ausgegebenes Geld mit dem Gegenwert in Gold abzusichern und Goldreserven anzulegen. Mit der Gründung der Reserve Bank of New Zealand am 1. August 1934 verlor auch die Bank of New South Wales ihr Recht, Banknoten auszugeben und musste ihr Goldreserven an die Zentralbank verkaufen.
Die in Australien vorgenommene Fusion mit der Commercial Bank of Australia Limited wurde mit deren Zweig auch in Neuseeland vollzogen und ein Jahr später im März 1983 abgeschlossen.
Am 1. April 1995 wurde die Trust Bank in Neuseeland aufgelöst und 1996 mit dem neuseeländischen Zweig der Westpac Bank zur Westpac Trust verschmolzen. Ein Jahr später nahm die Bank wieder ihren alten Namen Westpac New Zealand an. Im Jahr 2006 wurden die Bank und ihre Holding durch eine erneute Firmengründung zu einer Aktiengesellschaft (Limited) umfirmiert.